# Romuald Skála

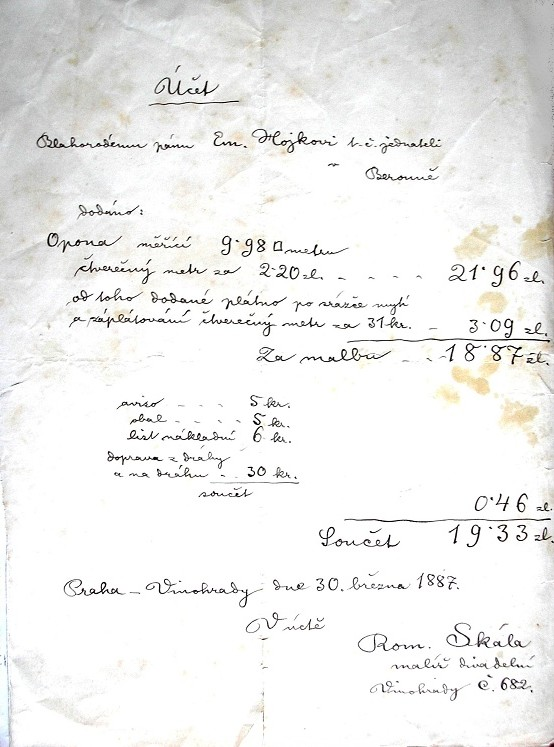
Účet psaný Romualdem Skálou pro berounský divadelní soubor za přemalbu opony z roku 1897

Romuald Skála, křtěný Romualius Emanuel, též uváděn Roman Skála (10. ledna 1848 Kutná Hora – 10. září 1901 Praha), byl český malíř, převážně divadelních dekorací.

## Život
Romuald Skála byl potomkem staré rodiny Skálů z Doubravky a Hradiště, narodil se v Kutné Hoře v rodině písaře lesního úřadu Antona Skály a jeho ženy Roziny roz. Kociánové. V letech 1869/1870 se školil na pražské malířské akademii v tzv. přípravce u profesora Antonína Lhoty, po absolvování 1. semestru studium opustil a následně se věnoval malování divadelních dekorací. Zprvu působil ve Švestkově divadle, odkud přešel do Prozatímního divadla, kde mimo jiného pomáhal malíři H. Ullikovi a poté vedl dva roky malírnu na pražském Zbořenci.
Později si zařídil dekorační malírnu na Královských Vinohradech a často maloval dekorace i pro Národní divadlo, zejména složitých architektur a interiérů. Rovněž namaloval divadelní dekorace a opony pro více než čtyři stovky ochotnických divadely v Čechách i na Moravě, ale také v cizině, například pro dvorní divadlo v Sofii a slovinské v Mariboru.
Romuald Skála se oženil s Ludvikou Macháčkovou a měli spolu syna Víta.
Zemřel počátkem září roku 1901 v pražské Všeobecné nemocnici v důsledku Myelitis Paralysis Lues a za dva dny byl pohřben na Olšanských hřbitovech.

## Galerie

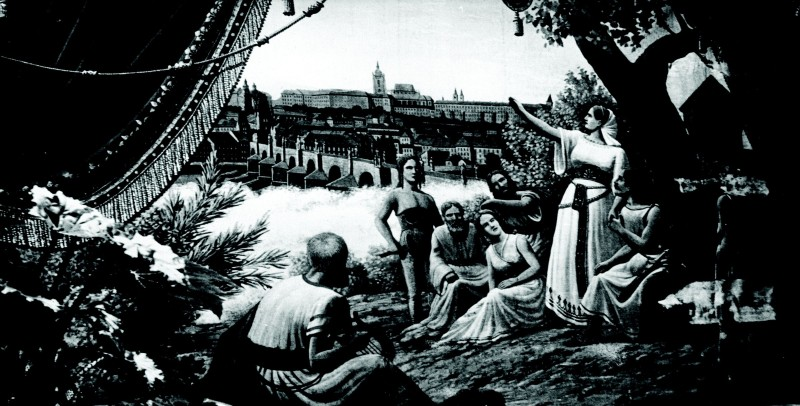
Libušina věštba, opona Tylovo divadlo v Lomnici nad Popelkou (1896), ztracena
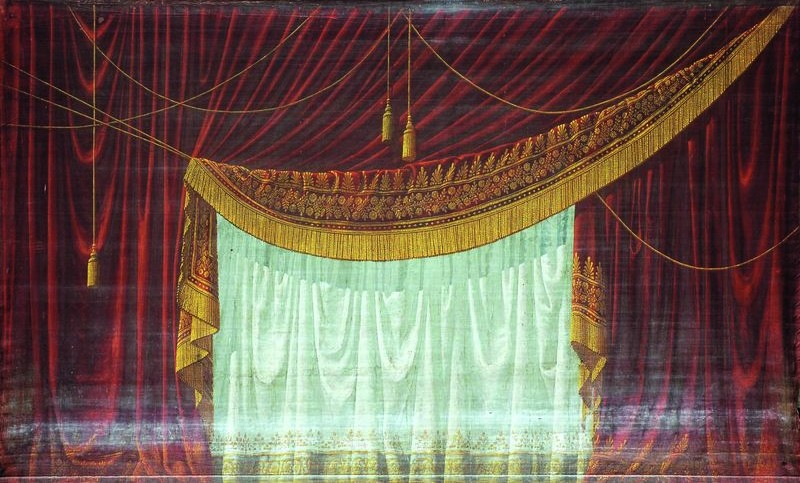
Sřasená drapérie bez vyobrazení, opona pro Pelclovo divadlo v Rychnově nad Kněžnou (1897)